# Месершмит Ме 323
Месершмит Me 323 „Џин" је био највећи копнено базирани немачки транспортни авион у Другом светском рату. Настао је као моторна верзија једрилице Me 321. Укупно је произведено нешто више од 200 примерака.

## Развој

### Me 321
Потреба за развојем великог транспортног авиона као што је Me 323 Гигант настала је 1940. године током припрема за операцију Морски лав, немачку инвазију на Велику Британију. Лака једрилица ДФС 230 је већ доказала своју вредност током напада на белгијску тврђаву Ебен-Емаел (први једриличарски десант икада изведен у историји ратовања) и током Битке за Крит 1941. Међутим, план за пребацивање инвазионих снага ваздушним путем преко Британског канала подразумевао је употребу већих једрилица способних за превоз возила и материјала. Иако је операција Морски лав отказана, остала је потреба за тешким транспортним авионом који би могао бити употребљен током предстојеће операције Барбароса, инвазије на СССР.
18. октобра 1940. Јункерс и Месершмит су добили рок од само 14 дана за израду предлога пројекта велике транспортне једрилице. Према постављеним спецификацијама нова једрилица морала је да понесе један топ калибра 88 mm и артиљеријски трактор или један Панцер IV средњи тенк. Јункерсов пројекат Ју 322 Мамут је дошао до фазе израде прототипа али је одбачен због лоших карактеристика које су делимично биле последица његове потпуно дрвене конструкције. Месершмитов пројекат носио је ознаку Me 261в која је промењена у Me 263 да би коначна ознака новог авиона била Me 321. Иако је Me 321 често коришћен у Русији, никада није употребљен у инвазији на Малту нити је учествовао у неком ваздушном десанту.

### Me 323
Почетком 1941. године, као резултат захтева пилота транспортне команде у Русији, донета је одлука за производњу моторне верзије једрилице Me 321 која би имала ознаку Me 323. Мотор који је изабран био је француски Гном Рон ГР14Н на ваздушно хлађење снаге 990 КС какав је коришћен на француском авиону Блох МБ.175.
Првобитни тестови са моторима Гном причвршћеним за ојачано крило Me 321 дали су скромне резултате. Постигнута је максимална брзина од 210 km/h што је било за 80 km/h спорије од немачког транспортног авиона Јункерс Ју 52. Авион је опремљен новим фиксним стајним трапом типа трицикл са предњим точком састављеним од четири мања точка и са два реда од по шест точкова на боку летелице, делимично скривених аеродинамички обликованим гондолама. Задњи точкови били су опремљени пнеуматским кочницама које су при слетању могле зауставити авион након само 200 m.
Четворомоторна варијанта носила је ознаку Me 323Ц и била је прелазни модел ка шестомоторној Д варијанти. Me 323Ц није могао самостално да полети већ је на полетању вучен од стране петомоторне верзије бомбардера Хе 111З Звилинг или је полетао у тзв. „тројкашлепу“ (нем.Troikaschlepp) вучен од стране три двомоторна ловца Me 110 и уз подршку бустер ракета али је био у стању да лети и да се врати у базу користећи сопствени погон. Крајње карактеристике овог модела нису биле значајно боље од једрилице Me 321 због чега је развијена шестомоторна верзија В2 која је полетела почетком 1942. године, као први прототип Д серије. Шест мотора је било посебно распоређено како би се смањио њихов обртни моменат. Три мотора на једном крилу си имала елисе које су се окретале у правцу казаљке на сату, а три мотора су имала елисе које су се окретале супротно од смера казаљке на сату.
Како би Me 323 био што прилагођенији јефтиној масовној производњи његов труп је уместо уобичајене монокок конструкције од лаких легура био конструисан од челичних цеви пресвучених платном. Првобитно је било планирано да погонска група Me 323 буде сачињена од четири мотора али су први пробни летови показали да је потребно уградити шест мотора како би се постигла жељена носивост.
Способан да понесе 100 војника под пуном опремом или одговарајући терет од 15 тона, Me 323 је коришћен за транспорт трупа и залиха из Италије и Сицилије до немачких армија у Тунису. Међутим, захваљујући Ултра обавештајним подацима Савезницима су унапред били познати време полетања и маршрута лета формација Me 323 што је за последицу имало обарање великог броја ових авиона.